# Бок, Каролина
Каролина Бок (швед. Karolina Bock, 28 августа 1792 — 22 марта 1872) — шведская артистка театра. Руководитель школы артистов Dramatens elevskola.

## Биография
Каролина Бок родилась в 1792 г. в Стокгольме в семье музыканта Карла Юхана Рихтера и Магдалены Софии Рюттинг. В период 1806—1810 гг. она училась актёрскому мастерству в Dramatens elevskola, которой тогда руководила София Ловиса Гро, и относилась к тому поколению воспитанниц, которых прозвали «девчонками Гро». В 1813—1814 гг. она работала в Djurgårdsteatern и Nya komiska teatern Исака де Броина. В 1814 г. она перешла в Королевский драматический театр, где и проработала почти полвека до 1863 г.
Каролина относилась к элите шведских актрис того времени. Ей не доставались роли главных героинь, она часто играла характерные роли старух в комедиях, и в этом добилась большого мастерства. Её значимыми ролями были Аврора в «Тётушке Авроре» Буальдьё, Венеранда в «Замке Монтемеро» Франсуа Хоффмана, Луиза Миллер в «Коварстве и любви», Виарда в «Прециозе» на музыку Вебера и др.
Кроме работы в театре Каролина Бок дважды была руководительницей школы Dramatens elevskola — с 1831 по 1834 гг. и с 1841—1856. В этой школе она также давала уроки декламации. В частности, она учила тому, что разговорная речь и пение должны различаться. Она преподавала традиционную французскую технику актёрского мастерства, внедрённую ещё Анн Мари Дегийон и сохранённую Софией Ловисой Гро, но которая в середине XIX в. начала замещаться более естественной актёрской игрой. Каролина Бок также отличалась строгим отношением к ученикам, и после их протестов была вынуждена оставить должность директора. В 1857 г. Каролине поручили обучить произношению датскую артистку Шарлотту Бурнонвиль правильному шведскому произношению, то выполнила эту задачу так хорошо, что Бурнонвиль с успехом сыграла роль коренной шведки. К числу известных воспитанниц Каролины Бок относятся Эмили Хёгквист и Йенни Линд.
Каролина Бок дважды была замужем: в 1813—1822 гг. за скрипачом придворной капеллы Юханом Габриэлем Сванбергом и с 1826 г. за Карлом Фридрихом Боком, который в королевской капелле играл на флейте. Её дочерью была шведская актриса и певица Берта Таммелин.